# Dan Yeager
Dan Yeager  é um ator estadunidense, mais conhecido por interpretar o papel de Leatherface no filme “O Massacre da Serra Elétrica 3D - A Lenda Continua” (2013), baseado no filme original “O Massacre da Serra Elétrica” (1974).